# رخساره (فیلم)
رخساره فیلمی به کارگردانی امیر قویدل، نویسندگی محمدهادی کریمی و تهیه‌کنندگی غلامرضا موسوی محصول سال ۱۳۸۰ ایران است.

## خلاصه فیلم
تینا مسرور که دانشجوی کارشناسی ارشد روانشناسی سالمندان است، برای تحقیقات خود به خانه سالمندان می‌رود. در آنجا به خانم سالمندی برخورد می‌کند که در حال خواندن داستانی است به نام رخساره و…

## جشنواره‌ها
رخساره در پنجمین و ششمین دوره جشن خانه سینما شرکت کرده‌است.